# Ellen Spertus
Ellen Spertus est une informaticienne américaine, professeure d'informatique à l'université de Mills, à Oakland, en Californie. Elle fut également chercheuse chez Google.  

## Biographie
Ellen Spertus a grandi à Glencoe, dans l'Illinois, aux États-Unis, où elle a étudié au New Trier High School (en). Elle a poursuivi ses études à Cambridge, dans l'état du Massachusett, au Massachusetts Institute of Technology (MIT), université spécialisée dans l'informatique et la technologie et considérée comme l'une des meilleures universités mondiale. Elle y a obtenu un diplôme de science en informatique et ingénierie en 1990, une maitrise de science en génie électrique et informatique en 1992, ainsi qu'un doctorat en génie électrique et informatique validé grâce à sa thèse intitulée ParaSite : mining the structural information on the World-Wide Web.
En 1993, le New York Times la présente comme l'une « (...) des femmes susceptibles de changer le visage de l'informatique » et lui dédie, aux côtés de deux autres informaticiennes, un second article dix ans plus tard en 2003.    
En 2014, Ellen Spertus profite d'un congé sabbatique accordé par Mills afin de travailler pour Google au développement de la plateforme « Blocky ». Cette plateforme a pour objectif de permettre aux programmeurs de glisser et déposer des morceaux de codes dans leurs applications, processus simplifiant drastiquement la programmation informatique.

## Engagement envers la mixité dans l'informatique
Durant sa carrière Ellen Spertus s'engage envers la promotion de l'informatique auprès des femmes. Elle publie en 1991 un article intitulé « Why there is so Few Female Computer Scientists », dans lequel elle examine les raisons pour lesquelles les femmes poursuivent beaucoup moins souvent que les hommes de carrières dans l'informatique. Elle constate qu'en 1990 seulement 13 % des titulaires de doctorats sont des femmes et que ces dernières représentent seulement 7,8 % des professeurs d'informatique.    
Après son doctorat, elle s'est vu proposer un poste de professeure d'informatique dans de nombreuses institutions — parmi lesquelles l'université de Chicago, Yale, Brandeis — qu'elle a décliné au profit de Mills, une université pour femmes. Elle déclare en effet avoir choisi cet établissement pour enseigner l'informatique aux femmes, afin que les gens sachent que les geeks ne sont pas que des hommes, mais aussi pour avoir l'opportunité — en travaillant avec d'autres femmes — de ne pas avoir se sentiment de devoir représenter toutes les femmes.   
Elle déclare enfin s'être présentée en 2001 à l'élection du Sexiest Geek Alive pour être sûre que les femmes geeks y soient représentées. Mais également pour sensibiliser à la faible représentation des femmes au sein de l'informatique. Lors de cette élection, elle remporte le titre de Sexiest Geek Alive durant la cérémonie de remise de prix tenue à San Francisco ainsi que deux billets pour une « croisière geek » aux Caraïbes.

## Publications
- (en) Charlie Jane Anders (dir.), Annalee Newitz (dir.) et Ellen Spertus, She's such a geek! : women write about science, technology & other nerdy stuff, Emeryville, CA : Seal Press, 2006 (ISBN 978-1-58005-190-3, lire en ligne), « Professor in a circuit-board corset ».